# 앙리 크리스토프
앙리 크리스토프(프랑스어: Henry Christophe, Anri Kristòf, 1767년 10월 6일 - 1820년 10월 8일)는 아이티의 군인이다. 1807년 2월 17일 아이티 공화국(북 아이티)의 대통령에 취임, 1811년 3월 26일 아이티 왕국 국왕 즉위를 선언했고 이후 1820년 10월 8일 자살했다.

## 생애
영국령 서인도에 위치한 그레나다 프랑스인 소유의 한 농장에서 흑인 노예의 아들로 태어났다. (세인트 킷 출생이라는 설도 있다.) 크리스토프는 노예로 생도맹그에 부모와 함께 오게 된다. 그는 식당에서 일한 후 자유를 얻은 것으로 알려져 있다. 1779년 미국 독립 전쟁 시에 그는 아마도 프랑스군의 생도맹그 의용 추격군(Chasseurs - Volontaires de Saint-Domingue, 사바나 포위전에서 유색 인종 = 프랑스령의 흑인계에서 편제된 연대)에 북치는 병사로 동행했다. 사바나에는 이 부대를 기리는 기념비가 있다.
1791년 아이티 혁명이 발발하였고, 1802년에 크리스토프는 장군의 계급까지 승진했고 이후 1806년에 황제가 된 장자크 드살린에 대한 쿠데타에 참가하여 북아이티를 지배 하에 두었다. 주요 라이벌은 쿠데타 주모자인 알렉산드르 페숑이었는데 페숑은 공화제를 옹호하며 국가의 남부를 지배했다.
1807년에 앙리는 "아이티 육해군 대원수"(président et généralissime des forces de terre et de mer de l' État d' Haïti)가 되었고, 동시에 페숑은 남부에서 "아이티" 대통령이 되었다. 같은 해 드살린이 반란군들에게 붙잡혀 살해되었다. 1811년 앙리는 북아이티를 아이티 왕국으로 개칭하고 스스로를 왕으로 선언했고 4월 1일의 칙령으로 완전한 황제의 칭호를 얻었다.
그의 유일하게 살아남은 아들 자크 빅토르 앙리는 아이티 황태자의 칭호와 함께 후계자가 되었다. 앙리는 영어가 모국어였다고 하며 프랑스어로 된 문서에서 국왕의 이름은 영어식으로 '헨리'로 쓰여졌다. 본인 스스로 프랑스의 재침공을 두려워했기 때문에 앙리 1세는 6개의 성을 건설하고 8개의 궁전을 지었는데 이중 최대의 것이 라페리에르 요새(Citadelle Laferrière)이다.

## 상징
왕으로 그가 한 첫 번째 활동 중 하나는 아이티 귀족(4명의 왕자, 7명의 공작, 22명의 백작, 40명의 남작과 14명의 "기사")을 임명한 것이었다. 그는 문장을 고귀하게 만들기 위해 문장원을 설립했고 9년 후 그의 군주국 말까지 당초 87명의 귀족은 134명까지 증가했다.

## 최후
교육을 진행하였으며, 법제도(앙리 법전) 도입하려는 노력에도 불구하고, 앙리는 독재적인 군주로 미움을 샀고, 남부와도 만성적인 분쟁도 겪었다. 그의 통치 말기에는 시민 정서는 봉건적인 정책과 국가의 개발 정책에 치열하게 반대했다.
결국 질병으로 허약해진 그는 쿠데타를 두려워하게 되었고 53세에 은색 총알을 넣은 총으로 자살하는 것을 선택했다. 라페리에르 요새(Citadelle Laferriere)에 묻혔다.
피에르 노르 아레쿠시(1902년 - 1908년 아이티 대통령)가 그의 손자이다.

## 같이 보기
- 아이티 혁명